# Strawberry (Arkansas)
Strawberry é uma cidade  localizada no estado americano de Arkansas, no Condado de Lawrence.

## Demografia
Segundo o censo americano de 2000, a sua população era de 283 habitantes.
Em 2006, foi estimada uma população de 271, um decréscimo de 12 (-4.2%).

## Geografia
De acordo com o United States Census Bureau, a localidade tem uma área de 5,8 km², sem área coberta por água. Strawberry localiza-se a aproximadamente 104 m acima do nível do mar.

## Localidades na vizinhança
O diagrama seguinte representa as localidades num raio de 24 km ao redor de Strawberry.